# Кістяківський Богдан Олександрович
Богда́н (Федір) Олекса́ндрович Кістяківський  (4 (16) листопада 1868 , Київ  — 16 квітня 1920 , Катеринодар, Російська СФРР ) — український правознавець, громадський діяч, філософ права і соціолог неокантіанської орієнтації, один з організаторів Академії наук України.
Наукові праці присвячені теорії права і соціології. Писав на політичні теми в російських журналах: обороняв правопорядок і демократичні принципи, обстоював конечність конституції, критикував «убожество правової свідомости» російської інтелігенції. Завзятий драгоманівець. За гетьманської держави член юридичної комісії для громадянства.

## Життєпис

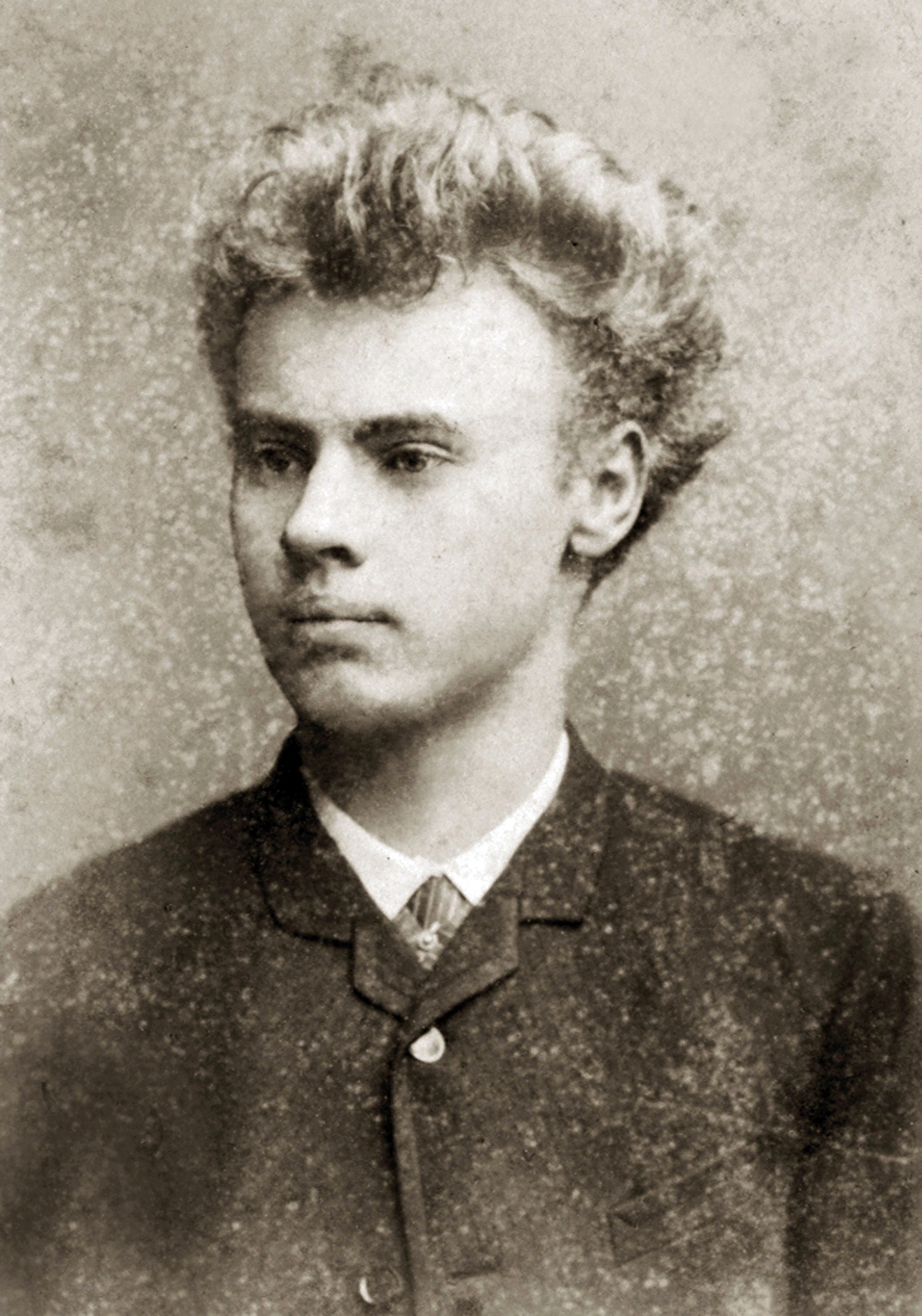
Богдан Кістяківський у Львові. Орієнтовно 1889 р.

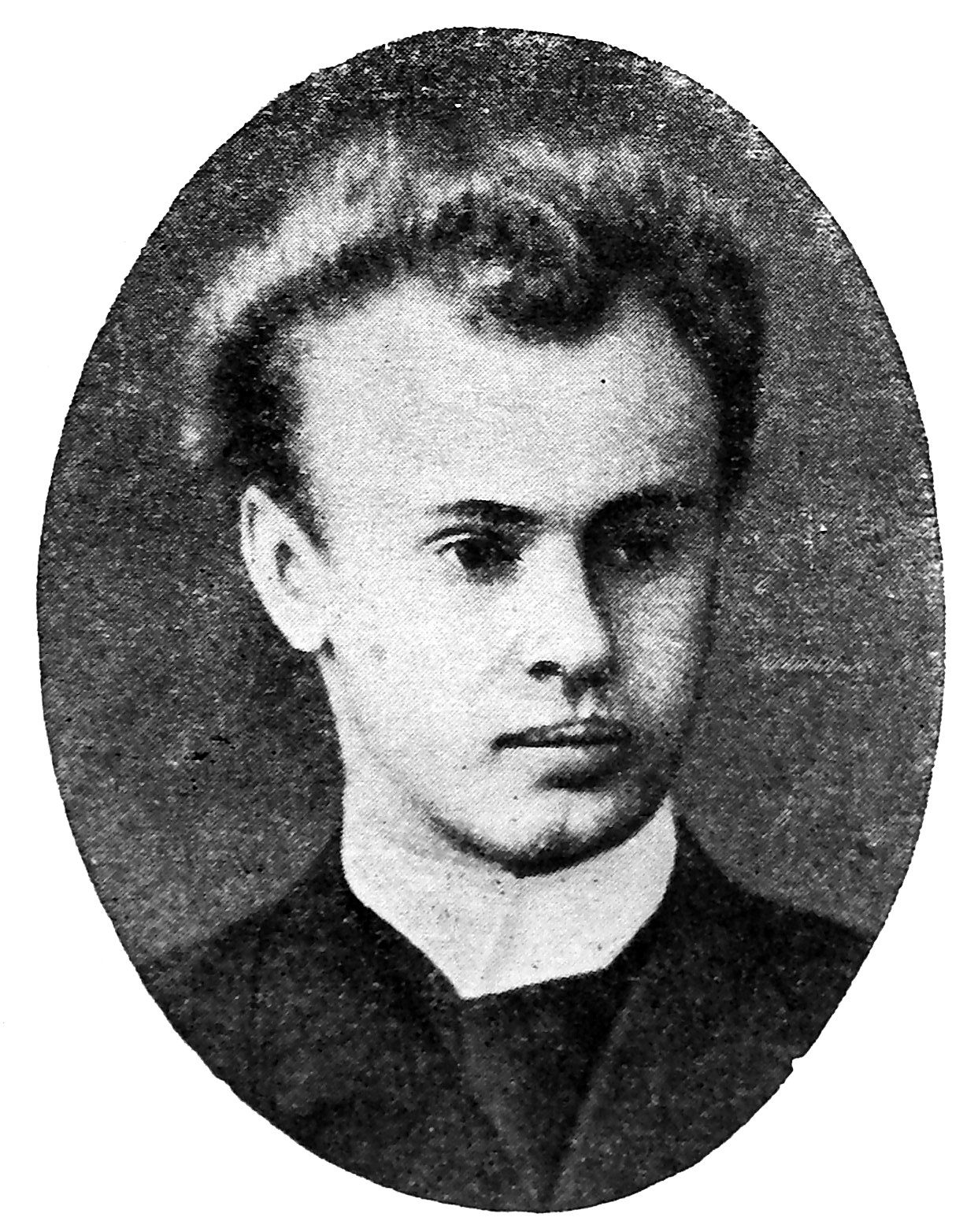
Богдан Кістяківський. 1894 рік

Богдан Кістяківський народився 4 (16) листопада 1868 у Києві в родині професора Київського університету, юриста, криміналіста й діяча українського національного руху Олександра Федоровича Кістяківського. Рід Кістяківських (із Чернігівщини) дав українській науці кількох великих учених.
Навчався у Другій київській гімназії, з якої був виключений за організацію гуртка по вивченню забороненої української мови та літератури.
Гурток «саморозвитку», що діяв, як зазначалося в документах, рос. «с недозволеной целью, без ведома и разрешения гимназического начальства».
У 1888 році склав іспит на атестат зрілості в Рівненській Олександрійській гімназії.
Того ж року вступив до Університету св. Володимира у Києві на історико-філософський факультет.
Улітку 1889 року виїхав до австрійської Галичини для зустрічі з лідером українського національного руху М. Драгомановим.
Запідозрений у шпигунстві, заарештований австрійською владою і висланий з Галичини, а по приїзду до Києва заарештований російською владою за переписку з емігрантами-революціонерами, збереження й розповсюдження нелегальної літератури, організацію підпільних гуртків. Був виключений з університету на початку 1890 року.
Згодом він перевівся до Харківського університету, але також виключений з нього за участь у студентських виступах.
У серпні 1890 р. йому вдається вступити на юридичний факультет Дерптського (Тартуського) університету. Він установлює зв'язок з польськими марксистами, прилучається до гуртка петербурзьких марксистів на чолі з П. Струве.
Богдан Кістяківський перекладає на українську мову соціал-демократичну літературу, організовує марксистські гуртки в Києві серед учнів та студентської молоді, куди ввійшли А. Луначарський, М. Бердяєв.
У вересні 1892 року знов заарештований, виключений з університету та висланий під негласний нагляд до Любави.
У січні 1895 року виїхав за кордон. Навчався в Берлінському університеті на філософському факультеті під керівництвом Зіммеля.
Улітку 1897 відбував семінари Віндельбанда, Ціглера, Кнаппе в Страсбурзькому університеті, переїхавши сюди з Парижа, де весною навчався в тамтешньому університеті.
1898 року в Страсбурзі захистив докторську дисертацію «Суспільство та індивідуальність», яка дістала високу оцінку в німецькій філософській літературі.
Повернувшись до Петербурга, співробітничав у журналах «Жизнь», «Мир божий», виступаючи з аналізом основних категорій моральної оцінки суспільних явищ, що поставило його поза «класовою доктриною соціал-демократії» й зумовило перехід на позиції «критичного напрямку».
Восени 1900 року після вислання з столиці оселяється під Києвом, а вже наступного року навчається в Гейдельберзькому університеті в семінарії Еллінека, бере участь в створених П. Струве журналах «Освобождение», «Проблемы идеализма».
Восени 1902 року повертається до Росії, проживає у Вологді,, а весною та влітку 1903 — у Німеччині.
У 1903—1904 роках бере участь в установчому з'їзді «Союза Освобождения», очолює разом з М. Бердяєвим та С. Булгаковим його київський відділок.
Член партії кадетів від дня її заснування.
Зиму 1905—1906 років провів у Гейдельберзі, завершив там розпочате П. Струве видання творів М. Драгоманова. Був консультантом М. Вебера щодо написання праці про політичні партії Росії.
Повернувшись до Росії співробітничав в журналах «Свобода и культура», «Русская мысль», «Вопросы философии и психологи», у газетах «Дума», «Право», був редактором журналу «Критическое обозрение» (1907—1908 рр.).
Читав курс адміністративного права в Московському комерційному інституті. 1909 року стає приват-доцентом юридичного факультету Московського університету. 1910—1911 роки провів у Мюнхені.
Повернувшись до Москви, на знак протесту проти відміни університетської автономії залишив університет, перейшов читати лекції з філософії права до Ярославського демидівського ліцею.
У цей час цілковито пориває з П. Струве, який обстоював ідею «Великої Росії», заперечував право народу на самоврядування.
Від січня 1914 року — приватний доцент Московського комерційного інституту. Численні наукові праці принесли йому визнання, як серед правознавців, так і серед філософів.
У лютому 1917 року, оминаючи ступінь магістра, захистив у Харківському університеті дисертацію на ступінь доктора державного права.
У травні 1917 року обраний ординарним професором спочатку Московського комерційного інституту, а через декілька днів — і Київського університету. Відтоді постійно жив у Києві. Викладав у Київському університеті та в приватному Київському юридичному інституті, а також у новоствореному Українському народному університеті в Києві: з березня 1918 року — професор, з березня 1919 року — декан юридичного факультету.
Співпрацював з М. Василенком та В. Вернадським у справі реформи вищої освіти і наукових установ в Україні.
У січні 1919 року обраний позаштатним академіком ВУАН по кафедрі державного адміністративного і міжнародного права, а в березні 1919 року — штатним академіком по кафедрі соціології.
В академії входив до складу Комісії ВУАН для виучування звичаєвого права, Комісії ВУАН для виучування історії західно-руського та українського права, правничо-термінологічної комісії та інших установ.
Тяжко захворів та помер під час операції у Катеринодарі 16 квітня 1920 року. Там він і похований.
Як учений і громадський діяч перебував під впливом В. Антоновича й ідей М. Драгоманова, І. Франка, М. Павличенка. Брав безпосередню участь у створенні багатьох, опозиційних владі, демократичних організацій, був помітною постаттю в соціал-демократичному та ліволіберальному русі.
В останні роки свого життя він готував до друку працю «Право та науки про право. Методологічний вступ до філософії права», яку назвав своєю головною книгою і яка мала підвести підсумки наукових дискусій початку XX століття.
Вважається, що єдиний рукопис книги було знищено пожежею в Ярославській друкарні 1918 року під час повстання, тому лише маленький фрагмент книги побачив світ.

## Родина
Дружина — Марія Беренштам. Була приятелькою Надії Крупської.
Сини:
- Георгій (Джордж) (1900—1982) — американський фізик та хімік, професор Гарвардського університету, член Американської Академії наук, учасник «Мангетенського проекту», науковий дорадник уряду президента США Дуайта Ейзенхауера;
- Олександр (1904—1983) — український зоолог, орнітолог та зоогеограф, професор Київського університету.

## Внесок до теорії права
Поняття права зводиться до 4-х основних визначень: державно-організаційного, соціологічного, психологічного, нормативному. Усі ці розуміння права рівноцінні, а, отже, підлягають самостійному вивченню і розробці.
Державно-організаційне або державно-наказове поняття права. Право — це те, що держава наказує вважати правом. Закони держави — сукупність норм, виконання яких змушується, захищається і гарантується державою.
Соціологічне поняття права. Право — цей термін не має чіткого визначення («соціальна солідарність», «замирення середовище» тощо). Закони держави складаються на основі складаються правових відносин; враховуються і внутрішньодержавні та міжнародні прецеденти.
Психологічне поняття права. Право — відчуття законності. Закони держави — закріплена сукупність тих психічних переживань боргу або обов'язків, які мають імперативно-атрибутивний характер.
Нормативне поняття права. Право — те, що зобов'язаний робити. Закони держави — сукупність норм, що містять у собі ідеї про належне, які визначають зовнішні відносини людей між собою.
Юридико-догматичне та юридико-політичне поняття права. У рамках цих інтерпретацій поняття права розуміється, як систематизація правових явищ для вирішення суто практичних завдань догматичної юриспруденції.
Право — сукупність правил, що вказують на те, як знаходити в діючих правових нормах рішення для всіх випадків зіткнення інтересів або зіткнення уявлень про право і неправий. За допомогою різних прийомів юридичної догматики норми чинного права переробляються в юридичні поняття, категорії і наводяться, таким чином, у логічну правову систему.
Кістяківського вважають родоначальником марксизму в Україні. Він вважав, що марксизм цінний не як система матеріалістичної метафізики, не як теорія історії, а як набір методологічних принципів для суспільних наук.
Невід'ємною частиною теорії права Б. Кістяківського є його концепція правової держави. Держава — є правовою організацією народу, яка цілком володіє власною, самостійною і ні від чого не залежною владою.
Усі культурні людства жили й живуть у державних одиницях, де людина й держава — це два поняття, що взаємодоповнюють один одного, через що культурна людина не мислиться без держави.
Кістяківський негативно ставився до уявлень про державу як безжалісного деспота, як організацію економічно сильних і багатих для подавлення економічно слабких і бідних.
Справжнє завдання держави він убачав у здійсненні солідарних інтересів людей.
Кістяківський вимагав чітко розрізняти поняття «суверенітету», або верховенства народу та «самодержавності народу», попереджував, що ототожнення їх може повернутися автократією, або самовладністю народу, деспотизм якого страшніший деспотизму однієї особи.
Ідеї необмежного народовладдя протиставляв принцип народного суверенітету: зв'язку державної влади в правовому суспільстві з народом, участі його в організації державної влади шляхом виборів на основі всезагального рівного виборчого права, створення державних закладів через народне представництво.
Тільки при підтримці народу й в опорі на нього державно влада в правовій державі залишається владою, зберігає своє власне й самостійне значення, створюючи відому єдність з народом.
Єдність влади з народом завжди залишається основною метою і основним прагненням усякої правової держави.
Кістяківський закликав до підвищення рівня правосвідомості серед народу, переконання в його більшій повазі до закону, своїх і чужих прав, посилення почуття відповідальності, визнання важливості
загальнодержавних і загальнонародних інтересів, посилення громадської і соціальної свідомості, а найголовніше — національної солідарності.

## Праці
Заявив про себе низкою робіт з методології соціальних наук, загальної теорії права та державного права. Серед них:
- Gesellschaft und Einzelwesen. Eine methodologische Studie (Берлін, 1899; докторська дисертація)
  - Общество и индивид // Социологические исследования. 1996. № 2. С. 103—115. / Пер. Е. М. Довгань.
- Идея равенства с социологической точки зрения // Мир Божий. 1900, № 4
- Категория необходимости и справедливости при исследовании социальных явлений // Жизнь. 1900, № 5-6
- Русская социологическая школа и категория возможности при решении социально-этических проблем. (Проблемы идеализма, 1902)
- В защиту научно-философского идеализма / Б. А. Кистяковский // Вопросы философии и психологии. — М.: Моск. психол. общ-во, 1907. — Кн. 1 (86)
- Реальность объективного права // Логос. 1910. кн. 2
- Право как социальное явление // Вопросы права. 1911, кн. 8. № 4
  - Право как социальное явление[недоступне посилання з квітня 2019] // Социологические исследования. 1990. № 3. С. 99-109.
- Страницы прошлого. К истории конституционного движения в России / Б. А. Кистяковский. — М.: Тип. П. П. Рябушинского, 1912. — 131 с.
- Наши задачи // Юридический вестник. 1913, кн. 1
- Сущность государственной власти / Б. А. Кистяковский. — Ярославль: Тип. Губ. правл., 1913. — 41 с.
- Кризис юриспруденции и дилетантизм в философии // Юридический вестник. 1914, кн. 5;
- Социальные науки и право [Архівовано 4 березня 2016 у Wayback Machine.]. Очерки по методологии социальных наук и общей теории права / Б. А. Кистяковский. — М.: М. и С. Сабашниковы, 1916. — 704 с.
- Непрерывность правового порядка // Юридический вестник. 1917, кн. 17
- Методология и её значение для социальных наук и юриспруденции // Юридический вестник. 1917, кн. 18

## Вшанування пам'яті
16 листопада 2018 року на державному рівні в Україні відзначається пам'ятна дата — 150 років з дня народження Богдана Кістяківського (1868—1920), правознавця, громадського діяча, філософа.